# 猪飼昇貞
猪飼 昇貞（いかい のぶさだ）は、戦国時代から安土桃山時代にかけての武将。別名に定尚、正勝が伝わるが署名によって確かめられるのは昇貞である。姓は猪飼野とも。

## 略歴
「猪飼家系譜之図」（高島幸次「近江竪田の土豪猪飼氏について」所収）によると猪飼野佐渡守宣尚の子として誕生。
近江国志賀郡堅田水軍の棟梁で、はじめ六角氏に仕え、のちに浅井氏に属したが、元亀元年（1570年）の志賀の陣終結以後は、同じ堅田衆の居初又次郎・馬場孫次郎と共に織田信長に降る。以後は浅井氏への警戒に当たった。同年11月25日、織田家から派遣された坂井政尚らと共に物流を押さえるために堅田を守備したが、前波景当率いる朝倉軍の攻撃を受け坂井政尚は戦死、昇貞らも逃亡している。
その後、信長に志賀郡を与えられた明智光秀の麾下となり、志賀郡の一職支配を任せられ、琵琶湖の水運・漁業を統轄するなど、独立した権限を持っていた様子で、朽木元綱らと共に高島郡の信長蔵入地の代官も務めていた。元亀3年（1572年）7月には、明智勢として浅井方の沿岸拠点へ向けて放火・銃撃を行っている。
天正10年（1582年）4月22日付の昇定下代による伊崎立場の猟場米請取状以降は消息を絶ち、史料などにも掲載されていことから、本能寺の変に際し明智方に加担し戦死したものと推測される。
なお、子・秀貞も光秀に仕え、明智半左衛門秀貞という名を賜ったが、本能寺の変に際しては、明智に属したと思われる父とは袂を分かち、近江に潜伏中だった斎藤利三を捕縛している。その後は丹羽長秀の家臣を経て徳川家康に仕え、遠江国・駿河国にて490石の知行を与えられた。